# Family Guy Viewer Mail 2
Family Guy Viewer Mail #2 (titulado Sugerencias del público #2 en Hispanoamérica y España) es el episodio número veintidós de la décima temporada de la comedia animada Padre de familia. El episodio salió al aire originalmente junto con su capítulo predecesor Internal Affairs en Fox en los Estados Unidos el 20 de mayo de 2012.En el episodio Brian y Stewie responden a los correos del espectador. Tres segmentos cuentan con una versión británica de Padre de familia, Peter Griffin convirtiendo a todo quién toca en Robin Williams, y un día normal desde el punto de vista de Stewie. El episodio es una secuela del episodio Family Guy Viewer Mail de la Tercera temporada.
El episodio fue escrito por Tom Devanney, Alec Sulkin y Deepak Sethi y dirigido por Greg Colton. Este episodio cuenta con actuaciones de invitados especiales de Cate Blanchett, Max Burkholder, John Finnemore, Colin Ford, Ioan Gruffudd, Tom Hollander, Rachael MacFarlane, Chris O'Dowd, Jeff Ross, y Joshua Rush, junto con el reparto recurrente de la serie. El episodio fue dedicado al músico Warren Luening.

## Argumento
Brian y  Stewie leen su correo de los espectadores y cuentan tres historias.

### "Chap of the Manor"
El episodio utiliza la premisa de que Padre de familia se basa en un programa de la televisión británica.
En esta versión británica de la serie, la familia en casa mira Wheel of Politeness cuando Neville (Peter) avisa que va a la taberna para encontrarse con sus amigos. Cuando en las noticias anuncian que la Reina Isabel II estará en el desfile, Neville le dice a sus amigos que está relacionado genéticamente con la Reina y desea obtener un mechón de pelo de la reina para probarlo. Cuando la reina pasa, trata de recrear una silla de Peluquería falsa a lo largo de la ruta. Cuando esto no funciona para ganar la atención de la reina, Neville y Collingswood (Chris) roban una motocicleta y persiguen a la reina la cual muere en un túnel. Luego Neville y Collingswood tratar de caminar tranquilamente lejos, pero son perseguidos por un grupos de policías con la melodía de "Yakety Sax". De vuelta a casa, Neville descubre que no está relacionado con la realeza después de todo.

### "Fatman & Robin"
Mientras Peter está mirando un Brindis cómico de su favorito comediante Robin Williams, se siente ofendido cuando el cómico Jeff Ross insulta a Williams. Poco después, él es electrocutado por un rayo y se despierta en el hospital. Allí, descubre que ha ganado la habilidad de convertir todo a las personas y cualquier cosa que toca en Williams (similar al toque de Midas). Peter convierte a todos en la ciudad en Robin Williams (mientras Rockin' Robin se reproduce). Al principio, esto va bien para Peter. Pero pronto, los múltiples clones se convierten en demasiado para él, especialmente después de que accidentalmente convierte en uno a Lois. Después de un intento fallido de suicidio (porque cualquier cosa que toca se convierte en Williams), le ordena a la manada de clones para aventurarse al mundo para hacer reír a los demás, pero elige cinco clones para servir como sustitutos a los miembros de su familia y Peter se cortó las manos para no seguir convirtiendo a todos en Robin Williams.

### "Point of Stew"
El público ve el mundo a través de los ojos de Stewie. Como Lois (y de alguna manera encuentra una moneda en sus glúteos), Meg le pide que guarde su anillo,y sus amigos le piden ir por el tobogán en el parque. Más tarde, Stewie obtiene un Twinkie para meterlo en el tubo de escape de Brian en su coche, pero termina yendo en un paseo inesperado con Brian en la que persigue una ardilla en su coche y después lo mata. Más tarde se ve a Herbert el pedófilo debajo de un autobús escolar. A la hora del baño, se imagina un muñeco ser comido por un tiburón y Peter se une a él. A la hora de dormir, hace un rápido viaje a través del tiempo para detener a Kurt Cobain se matara y lo ha convertido en una persona con sobrepeso debido a Häagen-Dazs. Cuando Lois lee un cuento para dormir, un borracho Peter groseramente interrumpe para tener relaciones sexuales y Stewie se ve obligado a escuchar. En sus sueños, imagina a Peter y Lois como leñadores. Y cuando Peter termina pronto, Lois se ve obligada a utilizar un "motosierra" para terminar "su aserrado árbol".

## Producción
El episodio fue escrito por Tom Devanney, Alec Sulkin and Deepak Sethi y dirigido por Greg Colton.
Además del reparto regular, los actores Cate Blanchett, Max Burkholder, John Finnemore, Colin Ford, Ioan Gruffudd, Tom Hollander, Rachael MacFarlane, Chris O'Dowd, Jeff Ross, y Joshua Rush fueron invitados especiales en el episodio. Los actores de voz recurrentes para la serie Danny Smith, Alec Sulkin y John Viener hicieron una aparición mínima en el episodio. Los actores Patrick Warburton y Adam West aparecieron en el episodio también.